# Grootaertia brevipennis
Grootaertia brevipennis är en tvåvingeart som beskrevs av Grichanov 2000. Grootaertia brevipennis ingår i släktet Grootaertia och familjen styltflugor. Inga underarter finns listade i Catalogue of Life.